# Kurov
Kurov és un poble i municipi d'Eslovàquia. Es troba a la regió de Prešov, al nord-est del país. El 2022 tenia una població estimada de 698 habitants.
La primera referència escrita a la vila data del 1332.

## Demografia
| Godina             | 1994 | 2004   | 2014   | 2024    |
| ------------------ | ---- | ------ | ------ | ------- |
| Nombre de persones | 552  | 559    | 612    | 727     |
| Diferència         |      | +1,26% | +9,48% | +18,79% |

| Godina             | 2023 | 2024   |
| ------------------ | ---- | ------ |
| Nombre de persones | 729  | 727    |
| Diferència         |      | −0,27% |